# トヨタ・レジアスエース
レジアスエース（REGIUSACE）は、トヨタ自動車によりかつて生産、販売されていたキャブオーバー型のバンである。

## 概要
ハイエースの姉妹車であり、車名、取り扱いディーラー以外は同一であるが、ワゴン（5、3ナンバー）及びコミューター（2ナンバー）の乗用車の設定はなく、バン（4及び1ナンバー）及びウェルキャブ（8ナンバー）の展開である。
車名に「レジアス」を冠してはいるが、1997年から2002年まで販売されていたレジアス（ハイエースレジアス）とはビスタ店（後のネッツ店）専売車種、ハイエースと関係が近いという点を除き、全くの別物である。

## 初代 H100系（1999年 - 2004年）
H100系
- 1999年7月5日登場。同年8月にハイエース・レジアスのマイナーチェンジで、レジアスとツーリングハイエースに分離されるのを前に、それまでトヨペット店とビスタ店（現ネッツ店・沖縄県は沖縄トヨペットの扱い）で併売されていたハイエースがトヨペット店の専売に切り替わり、当時ライトバンの扱いがなくなったビスタ店向けの姉妹車として投入された。機構的には4代目ハイエースと同じであるが、レジアスエースではバンのみの設定となっている。
- 2000年12月1日、一部改良。2.0Lガソリンエンジン車にCDルートバンと、スーパーロングバン及びコミューターに2.4Lガソリンエンジン・2RZ-E型を追加。従来の2Lガソリン車のラインアップを11タイプ拡大した。これにより、ガソリン車のラインアップを従来の18タイプから31タイプとした。

また、福祉車両にカラードバンパーやカラードラジエーターグリルを標準装着した上級タイプ車「タイプVII」を追加設定し、全車に後部ドアの開閉を補助する「バックドアイージークローザー」を標準装備したほか、車椅子用3点式シートベルトに調整可能アンカーを装備するなど機能性・安全性の向上を図った。
- 2001年8月3日、一部改良。スーパーGLのステアリングがワゴン用になり、スーパーGLより若干装備が落とされたスーパーGL-Eを追加。同グレードには5ドアも設定されていた。標準タイプスーパーGLに新車体色を設定するとともに、バックドアガーニッシュの採用やシート表皮を変更するなどして、質感を向上した。また、ハイルーフのみの設定であった日本RV協会 (JRVA) 加盟ビルダー向けの“キャンパーベース・スーパーロング”にロールーフが追加され、2004年まで発売された。
- 2002年8月、一部改良。3.0Lディーゼルエンジン搭載車にエンジンアンダーカバーや吸音材を追加、最新の車外騒音規制をクリアした。なお、全ディーゼル車は同年10月に施行された自動車NOx・PM法に適合しないため、特定地域内での購入ができなくなった。

装備ではスーパーGLには、アンサーバック機能を備えたワイヤレスドアロックリモートコントロールを採用して利便性の向上を図った。また、福祉車両のウェルキャブ車いす仕様車はデュアルエアコンを標準装備したほか、10人乗りのタイプVIIIを追加設定した。
- 2003年7月22日、一部改良。ガソリンエンジンを新開発の1TR-FEに変更し、出力性能を向上させるとともに環境性能を高め、平成13年規制に適合と同時に良-低排出ガス認定（☆）を受ける。また、自動変速装置に電子制御式（ECT）を採用、滑らかな変速感も実現した。
- 2004年4月、ネッツ店への統合により、ネッツ店で扱われる。（同店でのキャブオーバーワンボックスカーは1996年のライトエースのフルモデルチェンジ以来）同年8月にはフルモデルチェンジが行われたため、初代モデルのネッツ店での扱いは短期間であった。
- 2004年7月[1]、生産終了。在庫対応分のみの販売となる。
- 2004年8月、2代目と入れ替わる形で販売終了。

## 2代目 H200系（2004年 - 2020年）
H200系
- 2004年8月、 レジアスエースとしては最初のフルモデルチェンジを受け、200系となる。通称「200系1型（I型とも）」。
トランスミッションは5速MT（DXグレードのみ設定）と4速AT（全車に設定）が引き続き設定されているが、シフトレバーは全車インパネマウントとなり、ステッキ式パーキングブレーキレバーと併せ、ウォークスルーに対応している。ディーゼルエンジン車は、排出ガス規制、自動車NOx・PM法を全てクリアしている。
- ジャストローのタイヤサイズが、前輪・15インチシングル / 後輪・14インチシングルから前後輪とも15インチ70偏平率に変更。
- ビスタ店とネッツ店の統合によりネッツ店専売モデルとなる。
- 2005年1月、スーパーロング・ワイドボディ・ハイルーフ車を発売開始。一部受注停止。
- 2005年11月、一部改良。この年からネッツ店専売モデルはネッツ店専用エンブレムを使用しているが、このモデルには使用していない。全車にヘッドライトマニュアルレベリング機構を採用し、ハイマウントストップランプを装備した。
- 2007年8月20日、マイナーチェンジ、通称「200系2型（II型とも）」。ハイエースと同じくDX“GLパッケージ”を新設定した。
- 2010年7月26日、2度目のマイナーチェンジ。通称「200系3型（III型とも）」。1KD-FTV型エンジンを搭載したディーゼル車において、高性能触媒DPRの改良等により、環境性能が向上され、「平成21年（ポスト新長期）排出ガス規制」に適合。同時にピエゾインジェクターの採用により燃費も向上され、ロングボディ・標準ルーフ（2WD/4WD）/ミドルルーフ/ハイルーフ（2WD）において、「平成27年度燃費基準」を達成すると共に静粛性も向上された。ガソリン車においてもエンジン・トランスミッションの制御及び触媒の変更により、ワイドボディの4WD車を除く全タイプにおいても「平成27年度燃費基準」を達成した。このほか、フロントデザインを変更すると共に、「スーパーGL」にはディスチャージヘッドランプをオプション設定すると共に、オートエアコンを標準装備。「DX」にはパワーウィンドウ（運転席キーオフ後作動可能ワンタッチ式・挟み込み防止機能付）を採用した。ボディカラーには「スーパーGL」にオプションカラーの「ホワイトパールクリスタルシャイン」を追加した。内装面ではドアトリムとシート表皮色にダークグレーを採用。また、「スーパーGL」はオプティトロンメーターのデザインを変更した。
- 2012年4月16日、一部改良（5月7日販売開始）。フロントルームランプにドアを閉めた後でも一定時間点灯するイルミネーテッドエントリーシステムを採用するとともに、盗難防止システム（エンジンイモビライザーシステム）の全車標準装備、車速に応じて自動でドアロックがかかる車速感応パワードアロック（運転席・助手席ドアキー連動、衝撃感知ドアロック解除システム付）を採用（「DX」を除く）。ディーゼルエンジン車には触媒の浄化を手動で補える排出ガス浄化スイッチ(触媒浄化用)を標準装備。メーカーオプションにはディスチャージヘッドランプ（ロービーム・オートレベリング機能付）を全車設定するとともに、後退時にバックカメラからの後方映像をインナーミラー内のディスプレイに映し、駐車をサポートするバックモニター内蔵自動防眩インナーミラーを国内のトヨタ車として初採用するなど装備の充実化が図られている。なお、ロング・標準ボディ（ディーゼル仕様の2WD車）は「平成21年排出ガス基準10%低減レベル（低排出ガス車）」認定となり、ロング・標準ボディ（ディーゼル仕様の2WD・5MT車）は「平成27年度燃費基準+5%達成」となった。
- 2012年11月1日、「スーパーGL」をベースに、シート表皮とドアトリムに専用トリコット（エンボス加工付）を、ステアリングホイールとシフトノブに本革巻き&サイバーカーボン調加飾をそれぞれ施し、ディスチャージヘッドランプ（ロービーム・オートレベリング機能付）等を装備した特別仕様車「スーパーGL"PRIME SELECTION"」を発売。ボディカラーは特別設定色のボルドーマイカメタリックを含む4色を設定した。
- 2013年11月27日、3度目のマイナーチェンジ（12月9日販売開始）。通称「200系4型（IV型とも）」。今回はヘッドランプを含むフロント周りのデザイン変更し、「スーパーGL」においてはリアコンビネーションランプのデザインも変更。リア側面のウィンドウは凹凸が少ないスライド式となった。また、「スーパーGL」にはガラスアンテナを採用し、全車にLEDヘッドランプ（ロービーム）や鋭角的なラインのアルミホイール（「DX」のジャストローフロアを除く）のオプション設定を追加。ボディカラーは「スーパーGL」専用色の「ボルドーマイカメタリック」、「DX（ロングボディ）」専用色の「ブラックマイカ」を追加した。内装面ではセンタークラスターパネルのデザインを変更し、平均燃費や外気温度などの各種情報を表示するマルチインフォメーションディスプレイを全車標準装備した。また、「DX"GLパッケージ"」・「スーパーGL」に車体側面を流れる気流に小さな渦を発生させることで車体を左右から押さえつけ、優れた走行安定性を実現させるエアロスタビライジングフィン（ドアミラー・コンビネーションランプなど）を採用し、「スーパーGL」の2WD車にはショックアブソーバーなどのサスペンションのチューニング変更を行ったことで乗り心地も向上。さらに、「スーパーGL」にバックドアイージークローザーを採用し、デュアルパワースライドドア（挟み込み防止機能付）、スマートエントリー&スタートシステム、ステアリングスイッチ（オーディオ）のオプション設定を追加した。
- 2014年12月16日、一部改良及び特別仕様車「スーパーGL"DARK PRIME"」を発表（2015年1月6日販売開始）[2]。ガソリン車においてエンジンにDual VVT-iなどを採用したことで燃費を向上し、「平成27年度燃費基準+10%」を達成。同時に、AT車はこれまでの4速から6速（シーケンシャルシフトマチック付）に多段化。また、全車にリアシートベルト（外側3点式・中央席2点式）を標準装備した。特別仕様車「スーパーGL"DARK PRIME"」は「スーパーGL」をベースに、外観はメッキのフロントグリルとバックドアガーニッシュをダークメッキ化。内装は本革巻き4本スポークステアリングホイール、本革シフトノブ、インストルメントパネルアッパー部、パワーウィンドウスイッチベースに黒木目マホガニー調加飾を、シフトベゼルとフロントオートエアコン+プッシュ式コントロールパネルにダークシルバー加飾をそれぞれ施したほか、シート表皮にはダークグレーのトリコットと合成皮革を採用してダブルステッチを施し、フロントドアトリムにも合成皮革を採用した。また、クリアスモーク加飾を施したLEDヘッドランプ（ロービーム、オートレベリング機構付）、スマートエントリー&スタートシステム（スマートキー×2）、ダークシルバー加飾のベゼルも施したステアリングスイッチ（オーディオ）を標準装備した。ボディカラーは特別設定色の「スパークリングブラックパールクリスタルシャイン（オプションカラー）」を含む5色を設定した。
- 2015年9月29日、2015年度グッドデザイン・ロングライフデザイン賞を受賞[3]。
- 2016年6月1日、一部改良を発表（6月11日販売開始）[4]。アクセサリーソケット（DC12V・120W）を全車に標準装備した。併せて、ウェルキャブの「車いす仕様車」においては、ベース車同様の改良に加え、「Aタイプ」は車内レイアウトの見直しにより、大型サイズの車いすやリクライニング機能付特殊車いす利用者の2人乗車が可能となったほか、新たに、「Aタイプ」に2人掛けのスペースアップシートを採用することで使用状況に応じて配席アレンジを可能にした「ASタイプ」と、車いす利用者2人がシートに移乗することでロングボディ・標準ボディ幅でありながら車いす利用者を最大4人まで乗車可能にする「Fタイプ」を新設（「Aタイプ」・「ASタイプ」は9月販売開始）。さらに、リアシートには消臭機能を加え、シートベルトには身長差に応じて高さ調整可能なシートベルトリルータなどを設定。車いすリフトを改良し、オプションに可倒式手すりを設定した。
- 2017年11月22日、一部改良が発表された（12月1日販売開始）[5]。通称「200系5型（V型とも）」でレジアスエースとしてはこれが最終型となる。衝突回避支援パッケージ「Toyota Safety Sense P」を標準装備（ただし、レーダークルーズコントロールシステムの機能は非搭載、ウェルキャブのワイドボディとTECS車は除く）。また、ディーゼル車はエンジンを2.8Lの1GD-FTV型に置換され（エンジンの置換に伴い、車両型式がGDH200系となる）、ATはガソリン車と同じ6速（シーケンシャルシフトマチック付）に多段化。「平成21年排出ガス基準10%低減レベル（低排出ガス車）」認定をディーゼル車の全種類に拡大されたほか、燃費性能も向上されたため、「平成27年度燃費基準+10%」又は「平成27年度燃費基準+15%」を達成した。装備面ではVSC&TRC、ヒルスタートアシストコントロール、オートアラームを全車に標準装備された。併せて、2015年1月に発売された特別仕様車「スーパーGL"DARK PRIME"」を新仕様で再発売されることも発表された。なお、今回の一部改良でディーゼル車はATのみの設定となった。
- 2018年5月、衝突回避支援パッケージの名称を「Toyota Safety Sense P」から、「Toyota Safety Sense」に変更[6]。（公式発表なし）
- 2018年8月6日、特別仕様車「スーパーGL"DARK PRIME II"」が発売された[7]。2017年11月に新仕様で再発売された「スーパーGL"DARK PRIME"」のバージョンアップ仕様で、ルーフ、ピラー、セパレーターバーがブラック色に変更され、スライドドアのスカッフプレートに車名ロゴ&イルミネーションを追加。SRSエアバッグとプリテンショナー&フォースリミッター機構付シートベルトを助手席にも装備した。
- 2020年4月17日、姉妹車であるハイエースの一部改良とトヨタ全車種の全店舗取り扱いの開始に伴い、販売終了となった。これにより、旧ビスタ店の専売車種はすべて販売終了となった。

### エンジン
| ガソリンエンジン   | ガソリンエンジン     | ガソリンエンジン | ガソリンエンジン                    | ガソリンエンジン                                      | ガソリンエンジン                 |
| エンジン           | タイプ               | 排気量 (cc)      | 最高出力 (kW (PS)/rpm)              | 最大トルク (Nm (kgm)/rpm)                             | 備考                             |
| ------------------ | -------------------- | ---------------- | ----------------------------------- | ----------------------------------------------------- | -------------------------------- |
| 1TR-FE             | 直列4気筒DOHC VVT-i  | 1,998            | 98 (133) / 5,600                    | 182 (18.6) / 4,000                                    | H100系 H200系(1型～5型)          |
| 2TR-FE             | 直列4気筒DOHC VVT-i  | 2,693            | 111 (151) / 4,800                   | 241 (24.6) / 3,800                                    | H200系(1型～5型)                 |
| ディーゼルエンジン |                      |                  |                                     |                                                       |                                  |
| エンジン           | タイプ               | 排気量 (cc)      | 最高出力 (kW (PS)/rpm)              | 最大トルク (Nm (kgm)/rpm)                             | 備考                             |
| 2KD-FTV            | 直列4気筒DOHC ターボ | 2,494            | 80 (109) / 3,400                    | 260 (26.5) / 1,600 - 2,600                            | H200系(1型のみ)                  |
| 1KD-FTV            | 直列4気筒DOHC ターボ | 2,982            | 100 (136) / 3,600 106 (144) / 3,400 | 300 (30.6) / 1,200 - 2,400 300 (30.6) / 1,200 - 3,200 | H200系(2型のみ) H200系(3型～4型) |
| 1GD-FTV            | 直列4気筒DOHC ターボ | 2,754            | 111 (151) / 3,600                   | 300 (30.6) / 1,000 - 3,400                            | H200系(5型～ )                   |

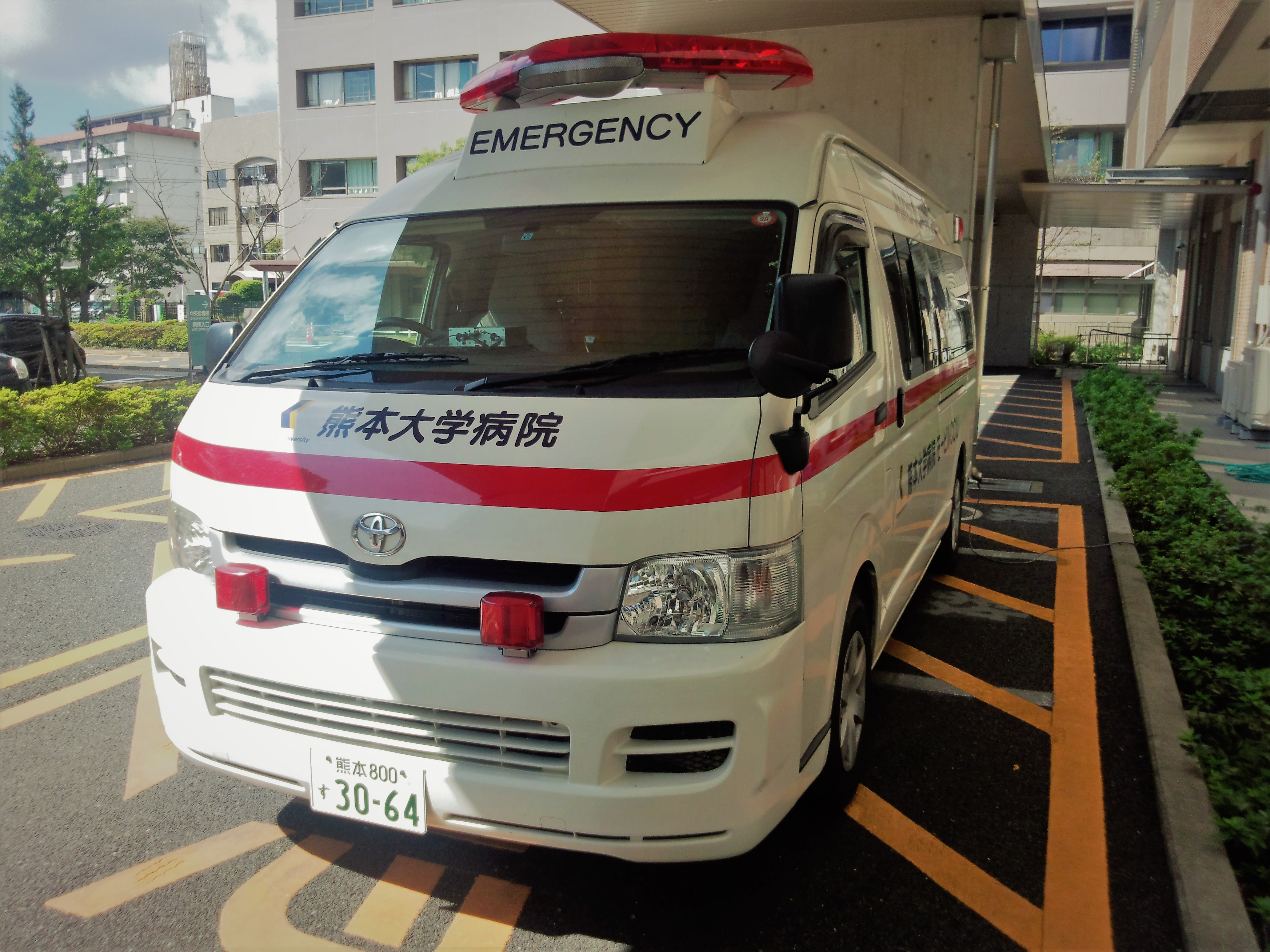
スーパーロングベースの熊本大学病院 モービルCCU
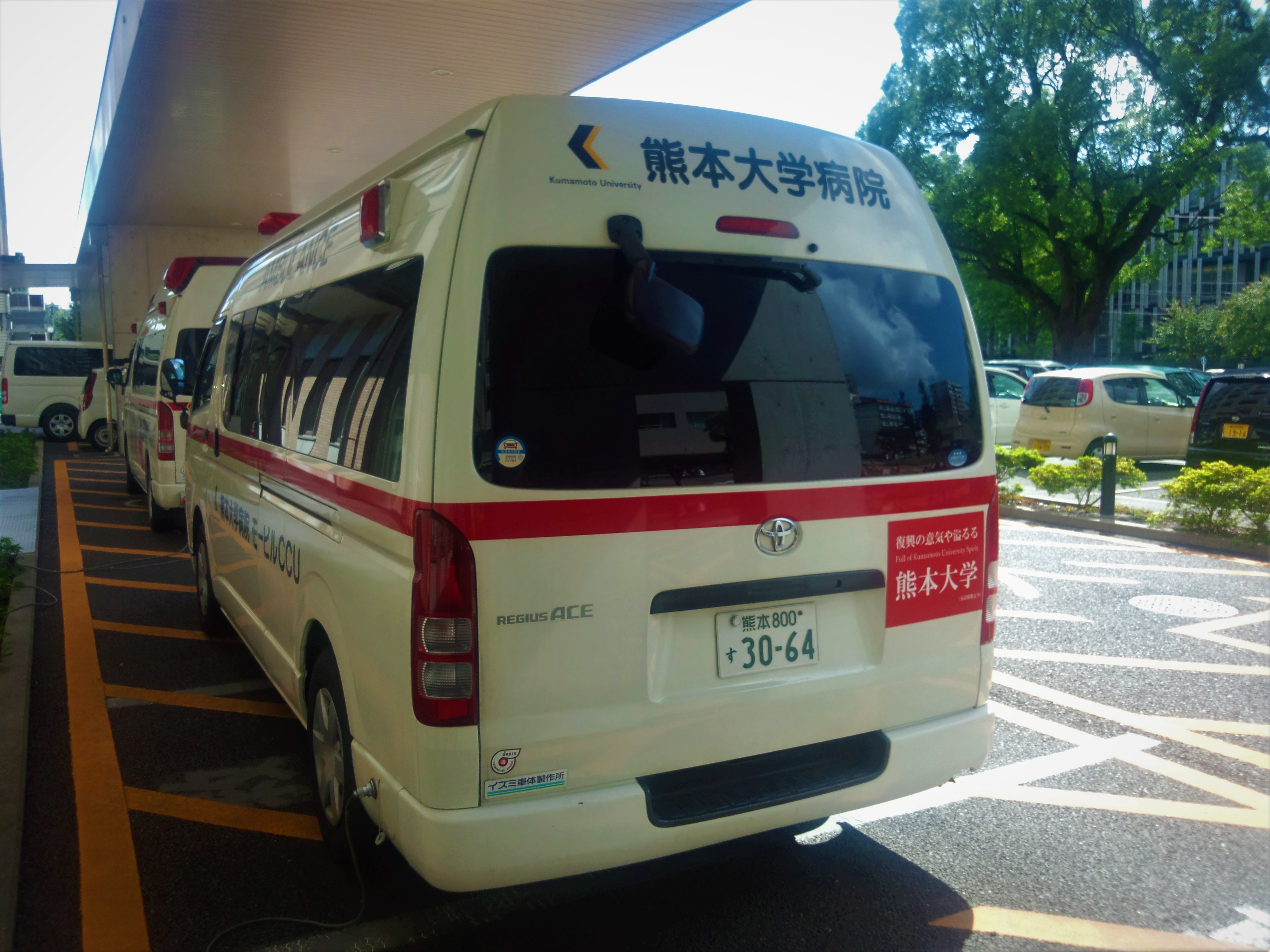
スーパーロングベースの熊本大学病院 モービルCCU

## 取り扱いチャネル
- ネッツ店（2004年3月まではビスタ店）
  - 千葉県では以前はネッツトヨタ千葉とネッツトヨタ東都で取扱っていたが、2019年4月1日以降はネッツトヨタ千葉のみで取り扱っていた（ネッツトヨタ東都は姉妹車のハイエースの取扱へ変更。千葉県では千葉トヨペットとの併売）。
  - 東京都では以前はネッツトヨタ東京、ネッツトヨタ東都、ネッツトヨタ多摩で取り扱っていたが、2019年4月1日に販売チャネル制度を廃止したことで、ネッツトヨタ東都とネッツトヨタ多摩がハイエースの取扱へ変更されたため、東京都内の全販売店（トヨタモビリティ東京、トヨタ西東京カローラ、ネッツトヨタ東都、ネッツトヨタ多摩）での購入が不可となった。
  - 香川県東かがわ市ではネッツトヨタ香川を除く県内トヨタ車両販売店4社が統合した東かがわトヨタ自動車販売においてハイエースに一本化された。
  - 沖縄県ではビスタ店が設けられなかったため、ハイエースと共に沖縄トヨペットで取り扱っていた。

## 車名の由来
- 「レジアス」は、ラテン語で「華麗な」「すばらしい」という意味。スタイリッシュなボディと華麗な走りをイメージして名づけた。「レジアス　エース」は、「レジアス」と「（ハイ）エース」の合成語。